# Sokolova vyhlídka
Sokolova vyhlídka je přírodní památka u Babylonu v okrese Domažlice. Důvodem ochrany je skalní výchoz křemenného valu.